# Stenoză aortică
Stenoza aortică (SA) reprezintă îngustarea ieșirii din ventriculul stâng al inimii, ceea ce conduce la probleme. Aceasta poate să apară la nivelul valvei aortice dar și deasupra și sub acest nivel. De obicei, se agravează în timp. Simptomele apar adesea treptat, de multe ori începând cu o capacitate scăzută de a practica exerciții fizice. Dacă SA este însoțită de insuficiență cardiacă, pierderea conștiențeisau durere toracică asociată cu afecțiuni cardiace, efectele sunt mai grave. Pierderea conștienței are loc în mod obișnuit la ridicarea în picioare sau la practicarea de exerciții fizice. Semnele insuficienței cardiace includ dispnee în special poziție întinsă, pe timp de noapte și la practicarea exercițiilor fizice, precum și umflarea picioarelor. Îngroșarea valvei fără îngustare se numește scleroză aortică.

## Cauze și diagnostic
Cauzele includ existența valvei aortice bicuspide  din naștere și febrei reumatice. O valvă aortică bicuspidă afectează aproximativ unu până la două procente din populație, în timp ce boala reumatismală cardiacă se manifestă cel mai mult în lumea în curs de dezvoltare. Cu toate acestea, o valvă normală se poate întări de-a lungul deceniilor. Factorii de risc sunt similari cu cei ai bolii coronariene și includ fumatul, presiunea ridicată a sângelui, nivelul ridicat al colesterolului, diabetul și apartenența la sexul masculin. Valva aortică are de obicei trei foițe și se află între ventriculul stâng al inimii și aortă. SA conduce de obicei la murmur cardiac. Severitatea sa se poate împărți în ușoară, moderată, severă și foarte severă, pe baza constatărilor ecografiei cardiace.

## Tratament
Stenoza aortică este de obicei urmărită prin ecografii repetate. Odată ce s-a agravat, tratamentul implică în principal intervenție chirurgicală de înlocuire a valvei; înlocuirea transcateter a valvei aortice (TAVR) reprezintă o opțiune pentru unele persoane care prezintă risc ridicat în cazul unei intervenții chirurgicale. Valvele pot fi mecanice sau bioprotetice, fiecare având riscuri și beneficii asociate. O altă procedură mai puțin invazivă, valvuloplastia cu balon (VAB), poate avea beneficii, dar acestea se mențin doar câteva luni. Complicațiile cum ar fi insuficiența cardiacă pot fi tratate folosind remediile normale la cei cu SA ușoară până la moderată. La cei cu afecțiune agravată, trebuie evitate o serie de medicamente, inclusiv inhibitorii ECA, nitroglicerinași unele betablocante. Nitroprusidul sau fenilefrina se pot utiliza la pacienții cu insuficiență cardiacă decompensată în funcție de tensiunea arterială.

## Epidemiologie, prognoză și istoric
Stenoza aortica este cea mai frecventă boală valvulară cardiacă în lumea dezvoltată. Aceasta afectează aproximativ 2% dintre persoanele cu vârsta peste 65 de ani. Ratele estimate nu erau cunoscute în majoritatea țărilor în curs de dezvoltare în 2014. La cei care prezintă simptome, fără remediere, șansele de deces la 5 ani sunt de aproximativ 50% și de aproximativ 90% la 10 ani. Stenoza aortică a fost descrisă pentru prima dată de medicul francez Lazare Rivière în 1663.

## Legături externe
- en Stenoză aortică pe Curlie
- en Aortic Stenosis in children
- en Bonow, Robert O.; Brown, Alan S.; Gillam, Linda D.; Kapadia, Samir R.; Kavinsky, Clifford J.; Lindman, Brian R.; Mack, Michael J.; Thourani, Vinod H. (octombrie 2017). „ACC/AATS/AHA/ASE/EACTS/HVS/SCA/SCAI/SCCT/SCMR/STS 2017 Appropriate Use Criteria for the Treatment of Patients With Severe Aortic Stenosis”. Journal of the American College of Cardiology. doi:10.1016/j.jacc.2017.09.018.